# Фулянка
Фулянка (словац. Fulianka) — село в Словаччині, Пряшівському окрузі Пряшівського краю. Розташоване в північній частині східної Словаччини, на межі Шариської височини та Низьких Бескидів у долині річки Секчов.
Уперше згадується у 1410 році.
У селі є греко-католицька церква свв. Козми і Дем'яна з 1740—1800 рр.

## Населення
| Рік:            | 1994. | 2004.   | 2014.   | 2024.   |
| --------------- | ----- | ------- | ------- | ------- |
| Кількість осіб: | 358   | 388     | 393     | 417     |
| Різниця:        |       | +8,37 % | +1,28 % | +6,10 % |

| Рік:            | 2023. | 2024. |
| --------------- | ----- | ----- |
| Кількість осіб: | 417   | 417   |
| Різниця:        |       | +0 %  |

У селі проживає 390 осіб.